# テディ・ルチッチ
テディ・ルチッチ（Teddy Lučić, 1973年4月15日 - ）は、スウェーデン出身の元サッカー選手。ポジションはDF。父はクロアチア人、母はフィンランド人。まれにルキッチと表記されることもある。

## 経歴
初めは左SBでプレーしていたが、CBでプレーするようになった。
1996年、UEFA EURO '96に向けた調整としてイングランドで開催された4ヶ国による大会で、6月4日に行われたブラジル戦でA代表デビュー。以後、10年以上も代表に定着し続けた。2006年ドイツW杯後、一度は代表引退を発表したが、代表チームの事情もあり、これを撤回した。しかし、その後代表でプレーすることはなかった。
2010年、現役引退を発表し、選手生活を終えた。

## 所属クラブ
- ルンドビーIF 1989-1992
- ベストラ・フレルンダIF 1993-1995
- IFKヨーテボリ 1996-1998
- ボローニャFC 1999
- AIKソルナ 2000-2002
- リーズ・ユナイテッドFC 2002-2003
- バイエル・レバークーゼン 2003-2004
- BKヘッケン 2005-2007
- IFエルフスボリ 2008-2010

## 代表歴

### 出場大会
- スウェーデン代表
  - 1994 ワールドカップ・アメリカ大会出場 0試合0得点
  - EURO 2000出場 2試合0得点
  - 2002 ワールドカップ・日韓大会出場 4試合0得点
  - EURO 2004出場 1試合0得点
  - 2006 ワールドカップ・ドイツ大会出場 4試合0得点

### 試合数
- 国際Aマッチ 85試合 0得点（1995年-2006年）[2]

| スウェーデン代表 | 国際Aマッチ | 国際Aマッチ |
| 年               | 出場        | 得点        |
| ---------------- | ----------- | ----------- |
| 1995             | 5           | 0           |
| 1996             | 5           | 0           |
| 1997             | 3           | 0           |
| 1998             | 6           | 0           |
| 1999             | 6           | 0           |
| 2000             | 6           | 0           |
| 2001             | 7           | 0           |
| 2002             | 9           | 0           |
| 2003             | 8           | 0           |
| 2004             | 11          | 0           |
| 2005             | 11          | 0           |
| 2006             | 8           | 0           |
| 通算             | 85          | 0           |

## タイトル
IFKヨーテボリ
- スウェーデンリーグ優勝 (1996)